# Zinnie Harris
Zinnie Harris, född 1972 i Oxford, är en brittisk dramatiker och manusförfattare.

## Biografi
Zinnie Harris, som är uppvuxen i Skottland, studerade zoologi vid Oxfords universitet och avlade därefter en Master of Arts i teaterregi vid University of Hull. Som dramatiker debuterade hon 1999 med By Many Wounds (Saknad) som uppfördes av Hampstead Theatre i London. Hennes nästa pjäs Further than the Furthest Thing (Bortom vägs ände) vann pris vid Einburgh Fringe Festival år 2000. Samma år utsågs hon till den mest lovande unga dramatikern av dagstidningen Evening Standard. 2000-2001 var hon husdramatiker hos Royal Shakespeare Company. 2011 prisades hon på nytt av Edinburghfestivalen för The Wheel. Hennes pjäser har spelats av Royal Court Theatre, Royal Shakespeare Company, Royal National Theatre och National Theatre of Scotland liksom internationellt.
Hennes dramatik räknas till den riktning som i Storbritannien sedan 1990-talet går under namnet in-yer-face-theatre med portalnamn som Sarah Kane och Mark Ravenhill.  Hon anses ha stor talang för språkets nyanser och känslommässigt djup.

## Uppsättningar i Sverige
- 2003 Bortom vägs ände (Further than the Furthest Thing), Teater Västernorrland, översättning Ragnar Strömberg, regi Olle Pettersson
- 2005 Midvinter (Midwinter), Dramaten, översättning Astrid Trotzig, regi Stefan Larsson, med bl.a. Jan Malmsjö och Jonas Malmsjö
- 2005 Saknad (By Many Wounds), Östgötateatern/Riksteatern, översättning Jacob Hirdwall, regi Olof Hanson
- 2017 How to hold your breath, Göteborgs stadsteater, översättning Björn Sandmark, regi Malin Stenberg
- 2021 Möt mig i gryningen (Meet me at dawn), Batalj scenkonst, översättning Tove Simonsen och Moa Åström, regi Johan Bark.